# 畸形学
畸形学（英語：Teratology）是研究生理上發展缺陷的学科。人们常常认为它就是研究人类先天性障碍的，但是其实畸形学的覆盖面比这个广得多。除了先天发育之外，它也研究其他的生命阶段（比如青春期）。此外，除了人类之外，它还研究其他的生命形式（比如植物）。与其相关的一个词，发育毒性，涵盖了所有因环境刺激产生的反常发育，包括生理發育迟缓、心理發育迟缓等多种无结构变化的先天性障碍。